# 等高線農業

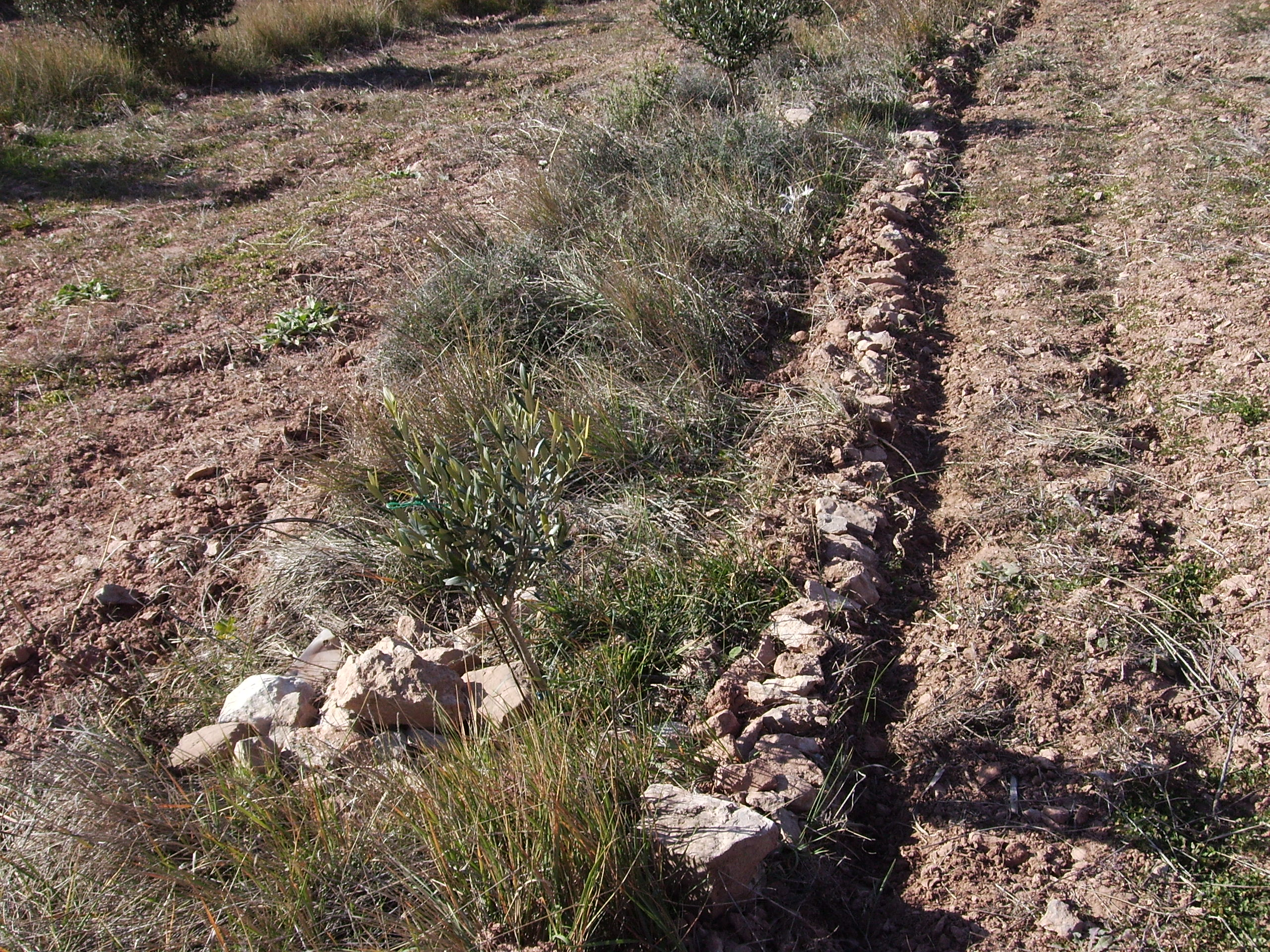
スペインでの等高線農業。画面、左へ傾斜。等高線に沿って溝が掘られ、土壌浸食を防ぐために石が積まれた様子。

等高線農業（とうこうせんのうぎょう）とは、傾斜地で行われる農業形式。作物を土地の等高線に沿って帯状に植える。
目的として、土地の表土流出の防止などがある。